# Три богатыря на дальних берегах
«Три богатыря на дальних берегах» — российский полнометражный анимационный фильм студии «Мельница» 2012 года. Пятая часть франшизы «Три богатыря».
Фильм вышел на большой экран 27 декабря 2012 года в 2D и 3D. Закрытый показ прошёл 11 декабря в Москве, в кинотеатре «Октябрь». С 5 марта 2022 года было объявлено, что мультфильм «Три богатыря на дальних берегах» выпустят в повторный прокат в России.
21 июля 2022 года мультфильм вышел в повторный прокат.

## Сюжет
К Бабе-Яге из-за границы приезжает знатный купец Колыван — мастер в азартных играх, который надевает для маскировки в барона фона Курдюка западноевропейский костюм в стиле XVII—XVIII веков и парик (боясь, что Князь уже знает о его прошлых кознях), после чего собирается открыть продажу китайских сувениров. На следующий день на базаре его находит конь Юлий, принимает за немца и отводит во дворец к Князю. Там он рассказывает ему о заграничных порядках, одним из которых являются платные туалеты. Доверчивый Князь решает ввести западноевропейские традиции на Руси и своим бездействием позволяет Колывану привлечь на свою сторону бояр. Но на следующий день должны приехать богатыри, и Князь отстраняет Колывана от власти.
Расстроенный Колыван приходит в избушку на курьих ножках к Бабе-Яге и рассказывает ей о своём провале. Злодеи против богатырей и князя составляют заговор. Ночью Колыван крадёт из дворца картину, на которой запечатлены богатыри, и приносит Бабе-Яге. Тем временем, богатыри едут верхом на конях и обсуждают идею отправиться в отпуск. Проходя через гнилой деревянный мост, Алёша случайно разрушает его. Когда они заканчивают ремонт моста, к ним приходит старушка, лошадь которой везёт старую рассохшуюся бочку, и просит богатырей перенести бочку. Потом она просит их осмотреть бочку изнутри, когда они залезают, старушка закрывает бочку, доски расширяются и закрывают щели. Старушка превращается в Бабу-Ягу, а её лошадь — в Избушку на курьих ножках. Избушка закидывает бочку с богатырями в океан. Богатыри безуспешно пытаются выбраться, а чуть позже бочка заполняется газом, и богатыри теряют сознание. Баба-Яга материализует богатырей с картины. На следующий день Баба-яга переодевается во фрейлину и отправляется вместе с Колываном во дворец. Князь приказывает страже схватить Колывана и Бабу-Ягу, но последняя вызывает из ларца двух зайцев, которые сразу же вырастают до гигантских размеров. Затем зайцы запросто оглушают стражу и вынуждают Князя верхом на коне Юлие сломать стену и забраться на вершину башни.
К построенной дружине выходит Колыван с боярами и говорит, что Князь умом тронулся, но до сумасшествия назначил его главным. Однако дружина не верит ни единому его слову. В доказательство Колыван вызывает клонов богатырей, которые подтверждают его слова, и дружина расходится. В это время настоящие богатыри приходят в себя, разбивают бочку вдребезги и обнаруживают, что их забросило на первобытный остров. Пока Добрыня и Илья отдыхают, Алёша ходит по острову в поисках еды, находит жёлтые плоды, похожие на груши, и собирается их есть, но первобытный мальчишка-абориген отбирает их. Грустный Алёша уходит, но мальчик всё-таки делится, и приводит его в свои племена. Алёша показывает им фокус с большим пальцем. Следом приходят Добрыня и Илья. Первобытные аборигены дают им сырую рыбу, богатыри учат их разводить огонь, и жарят рыбу. Пока богатыри засыпают, аборигены пытаются разжечь огонь. На следующий день оказывается, что аборигены умеют говорить. Они назначают их великими царями и просят спасти от большой гориллы Гомумы. Богатыри утверждают, что Гомума не существует, и собираются уплывать в Киев. К острову плывёт корабль, и богатыри надеются на нём уплыть. Неожиданно раздаётся рёв, и корабль уплывает. Оказывается, что Гомума действительно существует и нападает на поселение первобытных аборигенов. Богатыри побеждают Гомуму, и тот обещает не обижать первобытных островитян. Аборигены из рукописей узнают, что следующий корабль будет только через сто лет.
Тем временем, Любава замечает, что ложный Алёша странно себя ведёт, а когда в шутку просит его помыть пол, то он бросается делать это, и тогда же девушка замечает, что он не отражается в зеркале. Любава бежит к жёнам остальных богатырей, и встречает Алёнушку, которая говорит, что ложный Илья также не отражается в зеркале. Вместе они идут к Настасье, и та показывает, что ложный Добрыня не отбрасывает тени. Тем временем Юлий, Князь, бабуля и Тихон организуют партизанское движение. В коровнике их находят гигантские зайцы из ларца, но корова, влюблённая в Юлия, спасает партизан и, в ходе боя, побеждает зайцев.
Жёны богатырей по пути во дворец замечают, что солдаты призывают до следующего дня сдать всю серебряную посуду. Потом они встречают Змея Горыныча, оглушают стражу, пробираются во дворец и почти чинят расправу над Колываном и Бабой-Ягой. Последние убегают в подземелье и снова вызывают зайцев из ларца. Но, так как после боя с коровой зайцы серьёзно травмированы, они вылезают только после того, как Колыван на нервах вдребезги разбивает ларец. Зайцы вырастают и выходят, народ в ужасе разбегается, а Князь, Юлий, Горыныч, Тихон, бабуля и жёны богатырей схвачены зайцами. Клоны богатырей предают Колывана и Бабу-Ягу и пытаются спасти заговорщиков, однако у них ничего не получается, потому что клоны богатырей не имеют силы. Баба-Яга собирается казнить предателей, но тут возвращаются настоящие богатыри с аборигенами и спасают положение. Баба-Яга и Колыван в ужасе убегают. В финале главные герои учат своих клонов и отправляют их в плавание на плоту с аборигенами, и клоны богатырей становятся царями аборигенов.

## Роли озвучивали
| Актёр              | Роль |
| ------------------ | --- |
| Сергей Маковецкий  | Князь Киевский |
| Дмитрий Высоцкий   | конь Юлий |
| Дмитрий Быковский  | Илья Муромец |
| Мария Цветкова     | Алёнушка, жена Ильи |
| Валерий Соловьёв   | Добрыня Никитич |
| Елена Шульман      | Настасья Филипповна, жена Добрыни |
| Олег Куликович     | Алёша Попович / Змей Горыныч |
| Лия Медведева      | Любава, жена Алёши |
| Наталья Данилова   | бабуля |
| Анатолий Петров    | Тихон / хан Бекет / старый папуас |
| Елизавета Боярская | Баба-Яга |
| Фёдор Бондарчук    | Колыван |
| Константин Бронзит | зайцы |
| Александр Боярский | княжеский писарь / толстый боярин, давший дар Колывану / Колыван («Всем сдать серебряные ложки и вилки!») / Князь Киевский («Стоп. Ты пока остаешься. Проверишь хвост, доложишь.») / эпизодические роли |
| Сергей Глезин      | один из бояр / Гомума |
| Яков Петров        | стражники |
| Александр Демич    | Глашатай |
| Андрей Кузнецов    | другие эпизодические персонажи |

## Кассовые сборы и реакция зрителей
В общей сложности, картина заработала сумму, эквивалентную 31,5 млн долларов США. В целом, мультфильм получил отрицательные отзывы и был признан зрителями худшим не только из франшизы, но и из всех мультфильмов студии «Мельница», несмотря на положительную оценку со стороны профессиональных критиков. Так, мультфильм стал лучшим по версии «RIMA-2012».
Собрав в первые выходные рекордные 327 миллионов рублей и заняв первую позицию среди кинопремьер, мультфильм заметно сдал во вторые, собрав всего около 62 миллионов рублей и опустившись на четыре позиции в хит-параде кинопремьер. В конечном счёте, пятая часть франшизы оказалась самой провальной из всей франшизы о богатырях по результатам отзывов обычных зрителей на популярных и авторитетных Интернет-порталах.

## Критика
Отзывы критиков были смешанными. На Megacritіс мультфильм имеет 4,6 балла из 10. На Критиканство мультфильм получил 66 баллов из 100. На Film.ru мультфильм получил 6 звёзд из 10.